# Pipin, grof Vermandoisa
Pipin II. (fra. Pépin II) (815. — poslije 850.) bio je talijansko-francuski plemić te grof Vermandoisa, kao i lord (fra. seigneur) Péronnea i Saint-Quentina. Premda se zakleo na vjernost kralju Karlu Ćelavom, nakon smrti cara Luja I., Pipin je podupirao Lotra I.

## Obitelj
Roditelji grofa Pipina bili su kralj Bernard Talijanski (unuk Karla Velikog) i njegova supruga, kraljica Kunigunda.
Pipin je bio oženjen nepoznatom ženom, koja je, prema teoriji, bila kći grofa Teodorika. Ovo su djeca Pipina i njegove žene:
- Bernard II. od Laona (845. — prije 893.)[3][4]
- Pipin (III.)[5]
- Herbert I.[6]
- Kunigunda?
- kći?

Pipinov je unuk bio grof Herbert II.